# 范埃滕
范埃滕（英語：Van Etten）是美国纽约州希芒县的一个镇，地处希芒县东北角，同时位于埃尔迈拉东北。2010年美国人口普查时，该镇有1557人。范埃滕镇建于1854年，其名称来源于创立镇内范埃滕村的两兄弟。